# Enhydra lutris
La lontra marina (Enhydra lutris (Linnaeus, 1758)) è un mammifero marino originario delle coste settentrionali e orientali del Pacifico settentrionale. Con un peso che si aggira tra i 14 e i 45 kg, le lontre adulte sono i rappresentanti più pesanti della famiglia dei Mustelidi, pur essendo tra i mammiferi marini più piccoli. A differenza della maggior parte dei mammiferi marini, la principale forma di isolamento della lontra marina è costituita da uno strato di pelliccia straordinariamente spesso, il più folto del regno animale. Sebbene sia in grado di camminare sulla terraferma, la lontra marina vive esclusivamente nell'oceano, stanziata in ambienti costieri dove si immerge fino al fondale per alimentarsi. Si nutre soprattutto di invertebrati marini come ricci di mare, vari molluschi e crostacei e alcune specie di pesci. Le sue abitudini alimentari e di procacciamento del cibo sono degne di nota sotto diversi aspetti. Innanzitutto, l'impiego di pietre per rimuovere le prede dal substrato e per aprire le conchiglie ne fa una delle poche specie di mammiferi a fare utilizzo di strumenti. Nella maggior parte dell'areale, inoltre, è una specie chiave che tiene sotto controllo le popolazioni di ricci di mare che altrimenti infliggerebbero ingenti danni agli ecosistemi delle foreste di kelp. La sua dieta, tuttavia, include specie che sono apprezzate anche dagli esseri umani come cibo, il che porta a conflitti tra lontre marine e pescatori.
Le lontre marine, il cui numero una volta veniva stimato sulle 150.000-300.000 unità, furono cacciate intensamente per la loro pelliccia tra il 1741 e il 1911, tanto che la popolazione complessiva crollò ad appena 1000-2000 individui che vivevano in una frazione del loro areale storico. Fortunatamente, il successivo divieto internazionale della caccia, gli sforzi dei conservazionisti e i programmi di reintroduzione in aree dove la specie era una volta presente hanno contribuito a far nuovamente aumentare la popolazione e la specie occupa ora circa i due terzi dell'areale originario. Il recupero della lontra marina è considerato un importante successo per la conservazione della natura, sebbene le popolazioni delle isole Aleutine e della California siano recentemente diminuite o si siano stabilizzate intorno a numeri molto bassi. Per questa serie di motivi, la lontra marina rimane tuttora classificata come «specie in pericolo» (Endangered).

## Evoluzione
La lontra marina è il rappresentante più pesante della famiglia dei Mustelidi (la lontra gigante del Brasile, sebbene la superi in lunghezza, è notevolmente più leggera), un gruppo diversificato che comprende le 13 specie di lontre e animali terrestri come donnole, tassi e visoni. Si differenzia tuttavia dagli altri Mustelidi per il fatto di non costruire tane o cunicoli, per l'assenza di ghiandole anali funzionali e per la capacità di trascorrere l'intera esistenza senza mai uscire dall'acqua. Unico membro vivente del genere Enhydra, la lontra marina è così diversa dalle altre specie di Mustelidi che, ancora nel 1982, alcuni scienziati credevano che fosse più strettamente imparentata con le foche. Le analisi genetiche, comunque, indicano che la lontra marina e i suoi più stretti parenti esistenti, come la lontra dal collo macchiato, la lontra comune, la lontra dalle guance bianche e la lontra senza unghie, condividono un antenato comune vissuto più o meno 5 milioni di anni fa.
Le testimonianze fossili indicano che la linea evolutiva di Enhydra rimase isolata nel Pacifico settentrionale circa 2 milioni di anni fa, dando origine all'ormai estinta Enhydra macrodonta e all'attuale lontra marina, Enhydra lutris. Una specie ad esse imparentata, Enhydra reevei, è stata descritta a partire da resti risalenti al Pleistocene rinvenuti nell'East Anglia. L'attuale lontra marina si è evoluta inizialmente nell'Hokkaidō settentrionale e in Russia, per poi diffondersi a est fino alle isole Aleutine, all'Alaska continentale e lungo la costa nordamericana. Rispetto ai cetacei, ai sirenidi e ai pinnipedi, che entrarono in acqua rispettivamente 50, 40 e 20 milioni di anni fa, la lontra marina è una nuova arrivata relativamente recente dell'ambiente marino. Per certi aspetti, tuttavia, la lontra marina è meglio adattata alla vita marina rispetto ai pinnipedi, che devono trascinarsi sulla terraferma o sui banchi di ghiaccio per partorire. L'intero genoma della lontra marina settentrionale (Enhydra lutris kenyoni) è stato sequenziato nel 2017 e potrebbe consentire di esaminare la divergenza evolutiva della lontra marina a partire dai Mustelidi terrestri.

### Tassonomia
|  | Lontra (4 specie) |
|  |                   |

|  | Lutra (2 specie) |
|  |                  |

|  | Aonyx (lontra dalle guance bianche) |
|  |                                     |

|  | Amblonyx (lontra senza unghie) |
|  |                                |
|  | Lutrogale (lontra liscia)      |
|  |                                |

|  | Aonyx (lontra dalle guance bianche) |
|  |                                     |

|  | Amblonyx (lontra senza unghie) |
|  |                                |
|  | Lutrogale (lontra liscia)      |
|  |                                |

|  | Lutra (2 specie) |
|  |                  |

|  | Aonyx (lontra dalle guance bianche) |
|  |                                     |

|  | Amblonyx (lontra senza unghie) |
|  |                                |
|  | Lutrogale (lontra liscia)      |
|  |                                |

|  | Aonyx (lontra dalle guance bianche) |
|  |                                     |

|  | Amblonyx (lontra senza unghie) |
|  |                                |
|  | Lutrogale (lontra liscia)      |
|  |                                |

|  | Lutra (2 specie) |
|  |                  |

|  | Aonyx (lontra dalle guance bianche) |
|  |                                     |

|  | Amblonyx (lontra senza unghie) |
|  |                                |
|  | Lutrogale (lontra liscia)      |
|  |                                |

|  | Aonyx (lontra dalle guance bianche) |
|  |                                     |

|  | Amblonyx (lontra senza unghie) |
|  |                                |
|  | Lutrogale (lontra liscia)      |
|  |                                |

|  | Lutra (2 specie) |
|  |                  |

|  | Aonyx (lontra dalle guance bianche) |
|  |                                     |

|  | Amblonyx (lontra senza unghie) |
|  |                                |
|  | Lutrogale (lontra liscia)      |
|  |                                |

|  | Aonyx (lontra dalle guance bianche) |
|  |                                     |

|  | Amblonyx (lontra senza unghie) |
|  |                                |
|  | Lutrogale (lontra liscia)      |
|  |                                |

|  | Lontra (4 specie) |
|  |                   |

|  | Lutra (2 specie) |
|  |                  |

|  | Aonyx (lontra dalle guance bianche) |
|  |                                     |

|  | Amblonyx (lontra senza unghie) |
|  |                                |
|  | Lutrogale (lontra liscia)      |
|  |                                |

|  | Aonyx (lontra dalle guance bianche) |
|  |                                     |

|  | Amblonyx (lontra senza unghie) |
|  |                                |
|  | Lutrogale (lontra liscia)      |
|  |                                |

|  | Lutra (2 specie) |
|  |                  |

|  | Aonyx (lontra dalle guance bianche) |
|  |                                     |

|  | Amblonyx (lontra senza unghie) |
|  |                                |
|  | Lutrogale (lontra liscia)      |
|  |                                |

|  | Aonyx (lontra dalle guance bianche) |
|  |                                     |

|  | Amblonyx (lontra senza unghie) |
|  |                                |
|  | Lutrogale (lontra liscia)      |
|  |                                |

|  | Lutra (2 specie) |
|  |                  |

|  | Aonyx (lontra dalle guance bianche) |
|  |                                     |

|  | Amblonyx (lontra senza unghie) |
|  |                                |
|  | Lutrogale (lontra liscia)      |
|  |                                |

|  | Aonyx (lontra dalle guance bianche) |
|  |                                     |

|  | Amblonyx (lontra senza unghie) |
|  |                                |
|  | Lutrogale (lontra liscia)      |
|  |                                |

|  | Lutra (2 specie) |
|  |                  |

|  | Aonyx (lontra dalle guance bianche) |
|  |                                     |

|  | Amblonyx (lontra senza unghie) |
|  |                                |
|  | Lutrogale (lontra liscia)      |
|  |                                |

|  | Aonyx (lontra dalle guance bianche) |
|  |                                     |

|  | Amblonyx (lontra senza unghie) |
|  |                                |
|  | Lutrogale (lontra liscia)      |
|  |                                |

|  | Lontra (4 specie) |
|  |                   |

|  | Lutra (2 specie) |
|  |                  |

|  | Aonyx (lontra dalle guance bianche) |
|  |                                     |

|  | Amblonyx (lontra senza unghie) |
|  |                                |
|  | Lutrogale (lontra liscia)      |
|  |                                |

|  | Aonyx (lontra dalle guance bianche) |
|  |                                     |

|  | Amblonyx (lontra senza unghie) |
|  |                                |
|  | Lutrogale (lontra liscia)      |
|  |                                |

|  | Lutra (2 specie) |
|  |                  |

|  | Aonyx (lontra dalle guance bianche) |
|  |                                     |

|  | Amblonyx (lontra senza unghie) |
|  |                                |
|  | Lutrogale (lontra liscia)      |
|  |                                |

|  | Aonyx (lontra dalle guance bianche) |
|  |                                     |

|  | Amblonyx (lontra senza unghie) |
|  |                                |
|  | Lutrogale (lontra liscia)      |
|  |                                |

|  | Lutra (2 specie) |
|  |                  |

|  | Aonyx (lontra dalle guance bianche) |
|  |                                     |

|  | Amblonyx (lontra senza unghie) |
|  |                                |
|  | Lutrogale (lontra liscia)      |
|  |                                |

|  | Aonyx (lontra dalle guance bianche) |
|  |                                     |

|  | Amblonyx (lontra senza unghie) |
|  |                                |
|  | Lutrogale (lontra liscia)      |
|  |                                |

|  | Lutra (2 specie) |
|  |                  |

|  | Aonyx (lontra dalle guance bianche) |
|  |                                     |

|  | Amblonyx (lontra senza unghie) |
|  |                                |
|  | Lutrogale (lontra liscia)      |
|  |                                |

|  | Aonyx (lontra dalle guance bianche) |
|  |                                     |

|  | Amblonyx (lontra senza unghie) |
|  |                                |
|  | Lutrogale (lontra liscia)      |
|  |                                |

|  | Lontra (4 specie) |
|  |                   |

|  | Lutra (2 specie) |
|  |                  |

|  | Aonyx (lontra dalle guance bianche) |
|  |                                     |

|  | Amblonyx (lontra senza unghie) |
|  |                                |
|  | Lutrogale (lontra liscia)      |
|  |                                |

|  | Aonyx (lontra dalle guance bianche) |
|  |                                     |

|  | Amblonyx (lontra senza unghie) |
|  |                                |
|  | Lutrogale (lontra liscia)      |
|  |                                |

|  | Lutra (2 specie) |
|  |                  |

|  | Aonyx (lontra dalle guance bianche) |
|  |                                     |

|  | Amblonyx (lontra senza unghie) |
|  |                                |
|  | Lutrogale (lontra liscia)      |
|  |                                |

|  | Aonyx (lontra dalle guance bianche) |
|  |                                     |

|  | Amblonyx (lontra senza unghie) |
|  |                                |
|  | Lutrogale (lontra liscia)      |
|  |                                |

|  | Lutra (2 specie) |
|  |                  |

|  | Aonyx (lontra dalle guance bianche) |
|  |                                     |

|  | Amblonyx (lontra senza unghie) |
|  |                                |
|  | Lutrogale (lontra liscia)      |
|  |                                |

|  | Aonyx (lontra dalle guance bianche) |
|  |                                     |

|  | Amblonyx (lontra senza unghie) |
|  |                                |
|  | Lutrogale (lontra liscia)      |
|  |                                |

|  | Lutra (2 specie) |
|  |                  |

|  | Aonyx (lontra dalle guance bianche) |
|  |                                     |

|  | Amblonyx (lontra senza unghie) |
|  |                                |
|  | Lutrogale (lontra liscia)      |
|  |                                |

|  | Aonyx (lontra dalle guance bianche) |
|  |                                     |

|  | Amblonyx (lontra senza unghie) |
|  |                                |
|  | Lutrogale (lontra liscia)      |
|  |                                |

La prima descrizione scientifica della lontra marina è contenuta nelle note sul campo di Georg Steller del 1751 e la specie venne descritta da Carlo Linneo nella decima edizione del suo Systema Naturae del 1758. Originariamente denominata Lutra marina, il suo nome scientifico subì numerosi cambi di nome prima che Enhydra lutris venisse unanimemente accettato nel 1922. Enhydra deriva dal greco antico en/εν, «in», e hydra/ύδρα, «acqua», che significa «nell'acqua», e lutris dalla parola latina che significa «lontra».
In passato la lontra marina veniva chiamata anche «castoro marino», dal momento che la pelliccia di questo animale marino aveva un valore commerciale simile a quella del castoro terrestre. I roditori (ai quali il castoro appartiene) non sono comunque strettamente imparentati con le lontre, che sono dei carnivori. La specie non deve essere confusa con la lontra felina, una rara specie di lontra originaria delle coste sud-occidentali del Sudamerica, che viene anch'essa chiamata talvolta lontra marina. Un certo numero di altre specie di lontre, sebbene vivano prevalentemente in acqua dolce, si possono trovare comunemente in habitat costieri marini. Un altro mustelide che si era adattato all'ambiente marino era il visone marino del Nordamerica nord-orientale, ormai estinto.

### Sottospecie
Vengono riconosciute tre sottospecie di lontra marina, ognuna caratterizzata da una distinta distribuzione geografica. Enhydra lutris lutris (la sottospecie nominale), la lontra marina asiatica, è diffusa nell'oceano Pacifico occidentale, dalle isole Curili a nord del Giappone alle isole del Commodoro (Russia). Nel Pacifico orientale, E. l. kenyoni, la lontra marina settentrionale, si trova dalle isole Aleutine (Alaska) all'Oregon e E. l. nereis, la lontra marina meridionale, è originaria della California centrale e meridionale. La lontra marina asiatica è la sottospecie più grande e ha un cranio leggermente più largo e ossa nasali più corte rispetto a entrambe le altre sottospecie. La lontra marina settentrionale possiede una mandibola (mascella inferiore) più lunga, mentre la lontra marina meridionale ha il rostro più lungo e i denti più piccoli.

## Descrizione

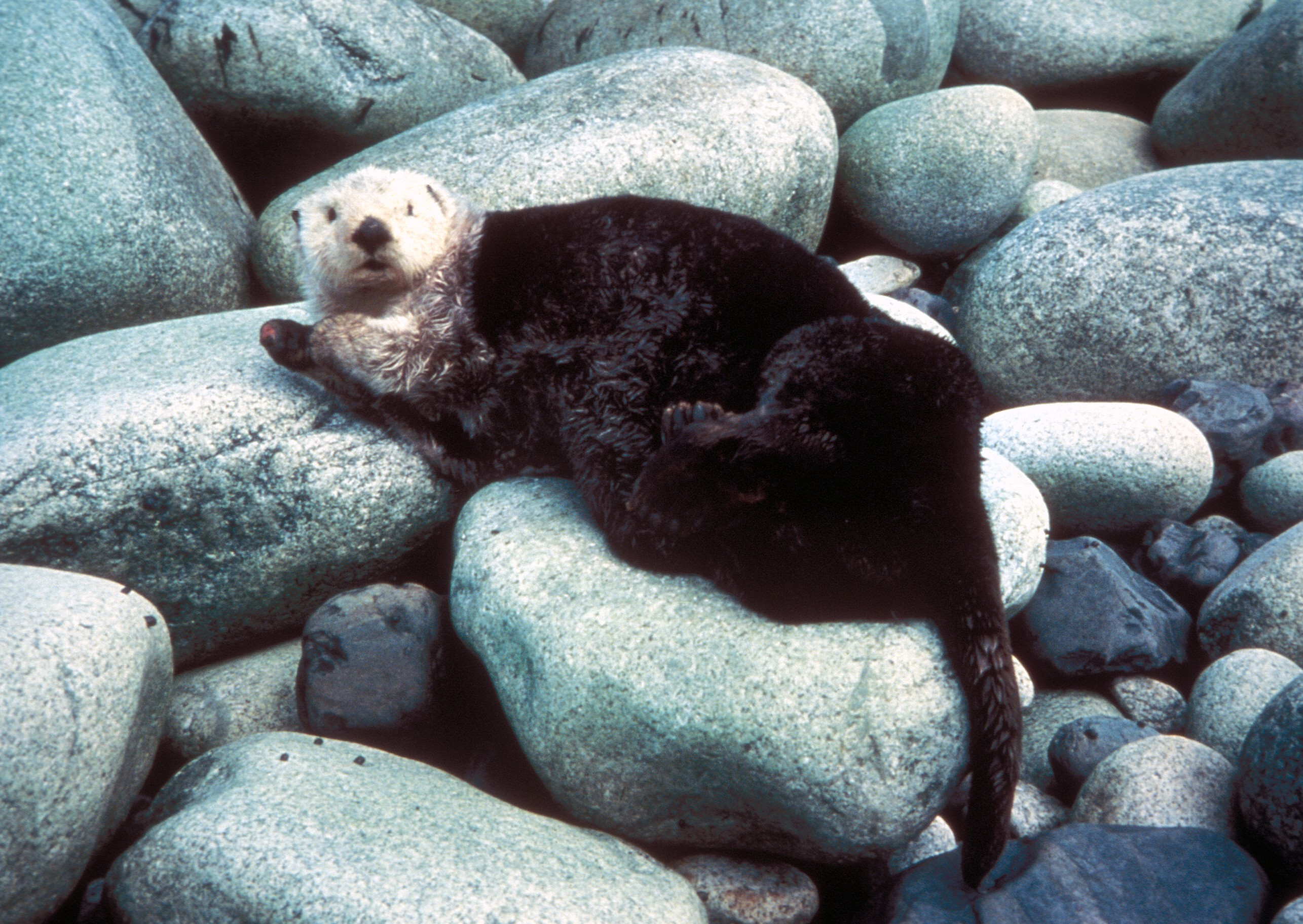
La folta pelliccia della lontra marina fa sembrare il suo corpo più grassoccio a terra che in acqua.

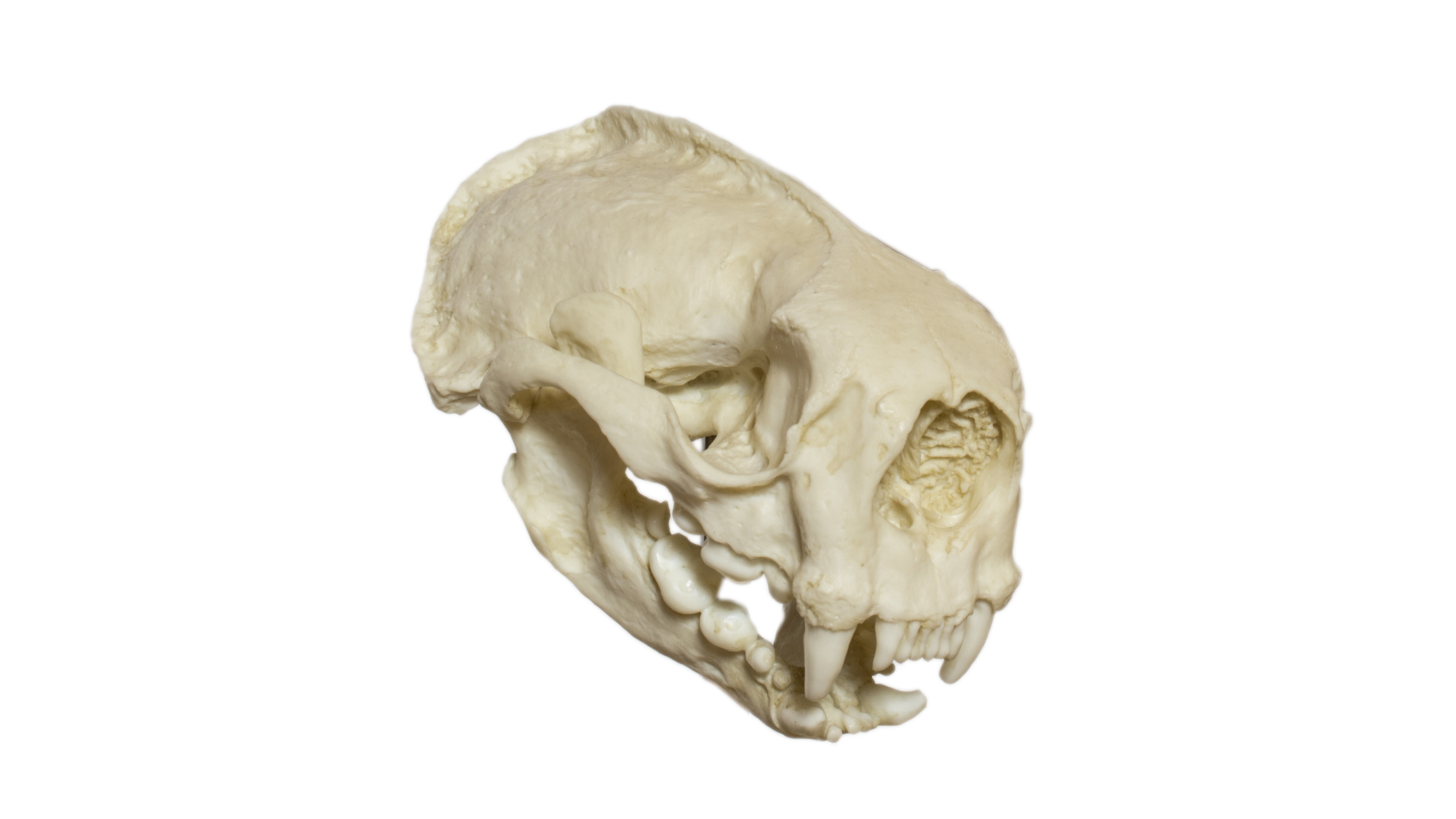
Cranio di una lontra marina.

La lontra marina è uno dei mammiferi marini più piccoli, ma è il mustelide più pesante. I maschi pesano solitamente 22-45 kg e misurano 1,2-1,5 m di lunghezza, ma sono stati registrati anche esemplari che pesavano fino a 54 kg. Le femmine sono più piccole: pesano 14-33 kg e misurano 1,0-1,4 m di lunghezza. Date le sue dimensioni, il baculum del maschio è molto grande, massiccio e incurvato verso l'alto, misura 150 mm di lunghezza e 15 mm di larghezza alla base.
A differenza della maggior parte degli altri mammiferi marini, la lontra marina non è ricoperta da uno strato di grasso e fa affidamento sulla sua pelliccia straordinariamente spessa per mantenersi al caldo. Con una densità che può raggiungere i 150.000 peli per centimetro quadrato, questa pelliccia è la più fitta del regno animale. È costituita da peli di guardia lunghi e impermeabili e da un sottopelo corto; i peli di guardia mantengono asciutto il denso strato di sottopelo. L'acqua fredda viene così tenuta lontana dalla pelle e la perdita di calore è limitata. La pelliccia è spessa durante tutto l'anno, poiché i peli cadono e vengono sostituiti gradualmente piuttosto che in una stagione di muta distinta. Poiché la capacità dei peli di guardia di respingere l'acqua dipende da una massima pulizia, la lontra marina è in grado di raggiungere e pettinare la pelliccia su qualsiasi parte del corpo, sfruttando la flaccidità della pelle e l'insolita flessibilità dello scheletro. Il pelame è generalmente di colore marrone intenso con macchioline grigio-argentee, ma può variare dal bruno-giallastro o grigiastro fin quasi al nero. Negli adulti, la testa, la gola e il petto sono di colore più chiaro rispetto al resto del corpo.
La lontra marina presenta numerosi adattamenti all'ambiente marino in cui vive. Le narici e le piccole orecchie possono chiudersi. I piedi posteriori, che forniscono la maggior parte della propulsione nel nuoto, sono lunghi, ampiamente appiattiti e completamente palmati. Il quinto dito di ciascun piede posteriore è il più lungo: tale caratteristica facilita il nuoto quando l'animale è sdraiato sulla schiena, ma rende difficile il camminare. La coda è piuttosto corta, spessa, leggermente appiattita e muscolosa. Le zampe anteriori sono corte e dotate di artigli retrattili, con robusti cuscinetti sui palmi che consentono di afferrare prede scivolose. Le ossa mostrano osteosclerosi, il che aumenta la loro densità per ridurre la galleggiabilità.
La lontra marina procede sott'acqua muovendo su e giù la parte posteriore del corpo, comprese la coda e le zampe posteriori, ed è in grado di raggiungere velocità fino a 9 km/h. Quando è sott'acqua, il corpo è lungo e affusolato e gli arti anteriori vengono premuti strettamente contro il petto. Quando è in superficie, di solito galleggia sulla schiena e si muove agitando le zampe e la coda da un lato all'altro. A riposo, tutti e quattro gli arti possono essere ripiegati sul torso per trattenere il calore, mentre nelle giornate particolarmente calde le zampe posteriori possono essere tenute sott'acqua per rinfrescarsi. Il corpo della lontra marina è estremamente galleggiante a causa della grande capacità polmonare - circa 2,5 volte maggiore di quella dei mammiferi terrestri di dimensioni simili - e dell'aria intrappolata nella pelliccia. A terra la lontra marina cammina con un'andatura goffa e ondeggiante e può correre in maniera saltellante.
Le vibrisse lunghe e altamente sensibili e le zampe anteriori aiutano la lontra marina a trovare la preda al tatto quando l'acqua è scura o torbida. I ricercatori hanno notato che quando si avvicinano in piena vista le lontre marine reagiscono più rapidamente quando il vento soffia verso questi animali, il che indicherebbe che l'olfatto è più importante della vista come mezzo per localizzare possibili pericoli. Altre osservazioni indicano che la vista della lontra marina sia utile sia sopra che sotto l'acqua, sebbene non sia buona quanto quella delle foche. L'udito non è né particolarmente acuto né debole.
I 32 denti delle lontre adulte, in particolare i molari, sono appiattiti e arrotondati per frantumare il cibo, piuttosto che tagliarlo. Le foche e le lontre marine sono i soli carnivori con due paia di incisivi inferiori anziché tre; la formula dentaria degli adulti è I 3/2, C 1/1, P 3/3, M 1/2. I denti e le ossa a volte sono macchiati di viola a causa dell'ingestione di ricci di mare. La lontra marina ha un metabolismo basale due o tre volte superiore a quello dei mammiferi terrestri di dimensioni comparabili. Ogni giorno deve consumare una quantità di cibo pari a circa il 25-38% del proprio peso corporeo per bruciare le calorie necessarie a contrastare la perdita di calore provocata dall'acqua fredda in cui risiede. L'efficienza digestiva viene stimata tra l'80 e l'85% e il cibo viene digerito ed espulso in appena tre ore. La maggior parte dell'acqua necessaria viene ricavata dal cibo ingerito, anche se, contrariamente alla maggior parte degli altri mammiferi marini, la lontra marina beva anche acqua di mare. I reni relativamente grandi le consentono di ricavare acqua dolce da quella salata e di espellere urina concentrata.

## Biologia

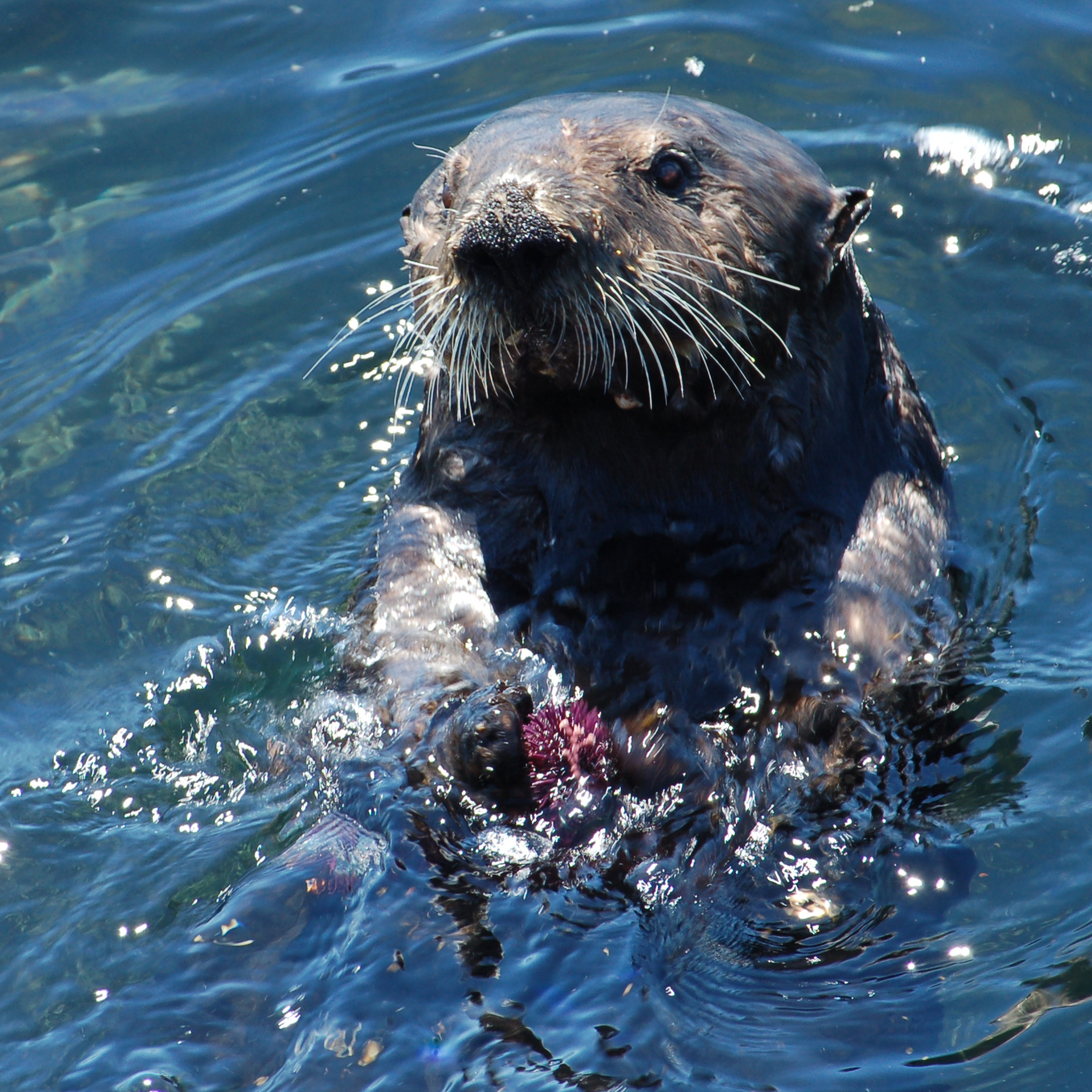
Le vibrisse e le zampe anteriori sensibili consentono alle lontre marine di trovare le prede (come questo riccio di mare viola) usando il senso del tatto.

La lontra marina è un animale diurno. Ha un periodo dedicato alla ricerca del cibo e all'alimentazione al mattino, a partire da circa un'ora prima dell'alba, quindi riposa o dorme a metà giornata. La ricerca del cibo riprende per alcune ore nel pomeriggio e cessa prima del tramonto; un terzo periodo di foraggiamento può avere luogo intorno alla mezzanotte. Le femmine con i cuccioli sembrano essere più inclini a nutrirsi di notte. Le osservazioni indicano che una lontra marina deve trascorrere ogni giorno in cerca di cibo una quantità di tempo variabile dal 24 al 60%, apparentemente a seconda della disponibilità di cibo nell'area.
Le lontre marine trascorrono gran parte del tempo alla pulizia del corpo, ripulendo la pelliccia, districando i nodi che vi si formano, rimuovendo i peli caduti, strofinando la pelliccia per spremere l'acqua e introducendovi aria soffiando. Agli osservatori casuali, sembra che questi animali si stiano grattando, ma a quanto pare sembra che non abbiano pidocchi o altri parassiti nella pelliccia. Quando mangiano, le lontre marine si rotolano frequentemente nell'acqua, probabilmente per ripulire la pelliccia dagli avanzi di cibo.

### Alimentazione
La lontra marina caccia effettuando brevi immersioni, spesso spingendosi sul fondale marino. Nonostante possa trattenere il respiro fino a cinque minuti, le sue immersioni durano in genere circa un minuto e non più di quattro. È l'unico animale marino in grado di sollevare e capovolgere le rocce, cosa che spesso fa con le zampe anteriori quando è in cerca di prede. La lontra marina può anche strappare chiocciole e altri organismi dal kelp e scavare in profondità nel fango del fondale alla ricerca di vongole. È l'unico mammifero marino che cattura i pesci con le zampe anteriori anziché con i denti.
Sotto ogni zampa anteriore, la lontra marina ha una tasca di pelle che si estende fino al petto. In questa tasca (preferibilmente quella di sinistra), l'animale immagazzina il cibo raccolto da portare in superficie. Nella stessa sacca viene messa anche una pietra che viene utilizzata per frantumare il rivestimento dei crostacei e delle vongole. Una volta in superficie, la lontra mangia mentre galleggia sulla schiena, usando le zampe anteriori per fare a pezzi il cibo e portarlo alla bocca. Può masticare e ingoiare piccole cozze con il loro guscio, mentre il guscio delle cozze più grandi può essere frantumato. Quando mangia i crostacei, usa i denti incisivi inferiori per accedere alla carne. Per mangiare i grandi ricci di mare, che sono quasi interamente ricoperti di spine, la lontra marina morde la parte inferiore, dove le spine sono più corte, e lecca il contenuto morbido che fuoriesce dal rivestimento.
L'utilizzo di pietre da parte della lontra marina durante la caccia e l'alimentazione la rende una delle poche specie di mammiferi a fare uso di strumenti. Per aprire i gusci duri, può battere la preda con entrambe le zampe contro una roccia tenuta sul petto. Per staccare un abalone dagli scogli, ne martella il guscio usando una grossa pietra, fino a velocità registrate di 45 colpi in 15 secondi. Rimuovere un abalone, che può aderire a uno scoglio con una forza pari a 4000 volte il proprio peso corporeo, richiede più immersioni.

### Struttura sociale

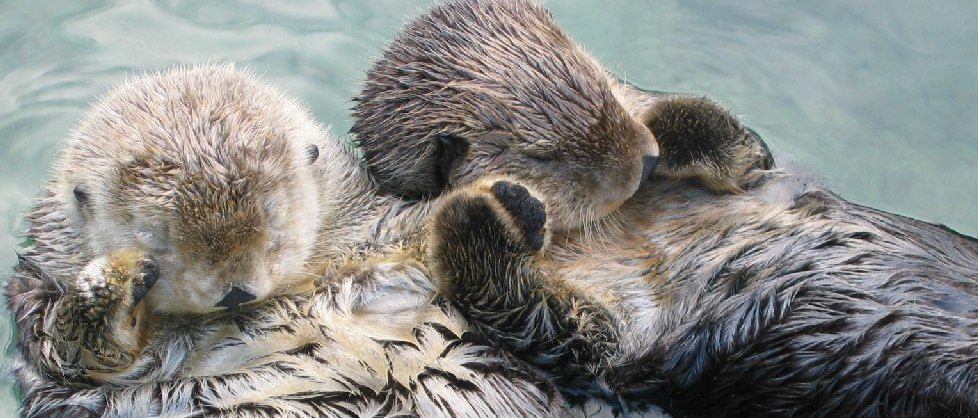
Queste lontre marine addormentate con le zampe ripiegate all'acquario di Vancouver rimangono a galla grazie alla loro elevata galleggiabilità naturale.

Anche se gli adulti e i giovani indipendenti vanno in cerca di cibo da soli, le lontre marine tendono a riposare insieme in gruppi dello stesso sesso chiamati «zattere». Una zattera contiene in genere da 10 a 100 esemplari; quelle formate da maschi sono più grandi di quelle composte da femmine. La più grande zattera mai vista conteneva oltre 2000 lontre. Per evitare di andare alla deriva in mare mentre riposano e mangiano, le lontre marine possono avvolgersi nel kelp.
Un maschio ha maggiori probabilità di accoppiarsi se occupa un territorio riproduttivo in un'area che è anche prediletta dalle femmine. Dal momento che l'autunno costituisce la stagione riproduttiva di punta nella maggior parte dell'areale, i maschi in genere difendono il proprio territorio solo dalla primavera all'autunno. Durante questo periodo, i maschi pattugliano i confini dei loro territori per allontanare altri maschi, sebbene i combattimenti veri e propri siano rari. Le femmine adulte, che in media superano i maschi adulti in numero di cinque a uno, si muovono liberamente tra i territori dei maschi. I maschi che non hanno propri territori tendono a riunirsi in grandi gruppi di soli maschi e a nuotare attraverso le aree occupate dalle femmine alla ricerca di una compagna con cui accoppiarsi.
La specie mostra un'intera varietà di comportamenti vocali. Il grido di un cucciolo viene spesso paragonato a quello di un gabbiano. Le femmine, quando in apparenza sembrano contente, tubano; i maschi, invece, possono grugnire. Gli adulti stressati o spaventati possono fischiare, soffiare o, in circostanze estreme, urlare. Sebbene le lontre marine possano essere giocose e socievoli, non sono considerate animali veramente sociali. Trascorrono molto tempo da sole e ogni adulto può soddisfare da sé le proprie esigenze di caccia, pulizia del corpo e difesa.

### Riproduzione e ciclo vitale

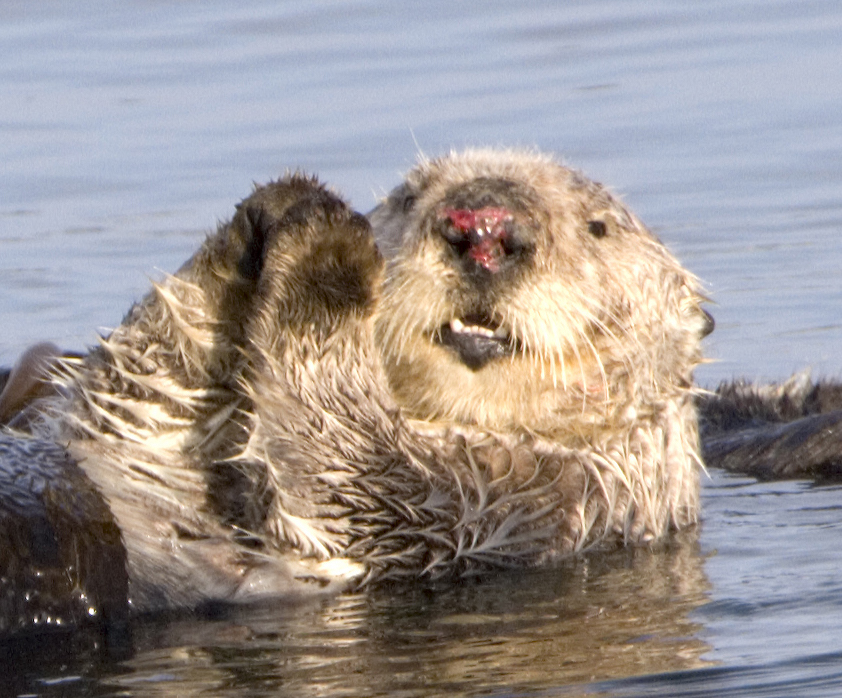
Durante l'accoppiamento il maschio morde il naso della femmina, spesso fino a farlo sanguinare.

Le lontre marine sono poliginiche, in quanto i maschi hanno più partner femminili. Tuttavia, tra una femmina in estro e il suo compagno, si stabilisce un legame di coppia temporaneo che dura alcuni giorni. L'accoppiamento avviene in acqua e può essere piuttosto rude: il maschio morde la femmina sul muso - lasciandole spesso delle cicatrici sul naso - e talvolta le tiene la testa sott'acqua.
Le nascite possono avere luogo in ogni periodo dell'anno, con picchi tra maggio e giugno presso le popolazioni settentrionali e tra gennaio e marzo in quelle meridionali. La gestazione sembra variare da quattro a dodici mesi, in quanto la specie è in grado di ritardare l'impianto dell'ovulo fecondato nell'utero; la gravidanza vera e propria dura quattro mesi. In California le lontre marine di solito si riproducono ogni anno, più o meno il doppio di quelle dell'Alaska.
La nascita di solito avviene in acqua e quasi sempre viene dato alla luce un unico piccolo del peso di 1,4-2,3 kg. I parti gemellari costituiscono appena il 2% delle nascite; tuttavia, anche in questi casi, sopravvive quasi sempre un unico cucciolo. Alla nascita gli occhi sono aperti, sono già visibili dieci denti e il piccolo è ricoperto da uno spesso strato di pelliccia. Le madri sono state viste leccare e accarezzare il neonato per ore; dopo la pulizia, la pelliccia del cucciolo trattiene così tanta aria che esso galleggia come un pezzo di sughero e non può immergersi. La soffice pelliccia del piccolo viene sostituita da quella tipica dell'adulto dopo circa 13 settimane.

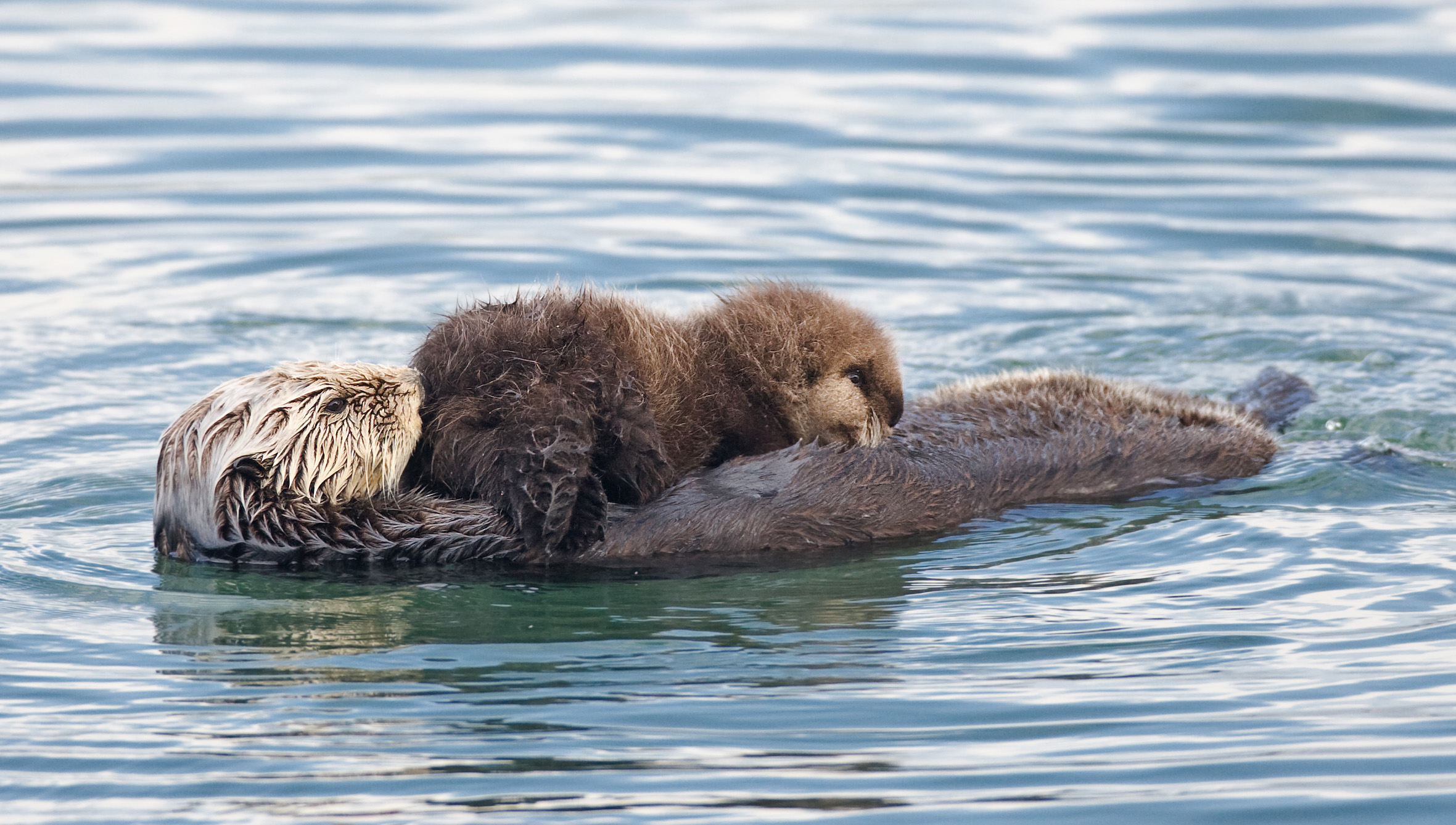
Una madre galleggia con il cucciolo sul petto. Georg Steller scrisse che «si sollazza coi figli come la più tenera madre».

L'allattamento dura dai sei agli otto mesi nelle popolazioni californiane e dai quattro ai dodici mesi in Alaska, ma la madre inizia a offrire al piccolo piccoli pezzi di preda già all'età di uno o due mesi. Il latte, che fuoriesce dai due capezzoli addominali della madre, è ricco di grassi ed è più simile al latte di altri mammiferi marini che a quello di altri mustelidi. Il piccolo, sotto la guida della madre, fa pratica di nuoto e immersioni per diverse settimane prima di essere in grado di raggiungere il fondale marino. Inizialmente, quello che recupera è di scarso valore alimentare, come stelle marine e sassi dai colori vivaci. I giovani raggiungono in genere l'indipendenza tra i sei e gli otto mesi, ma una madre può essere costretta ad abbandonare il proprio piccolo se non riesce a trovare abbastanza cibo per nutrirlo; dall'altro lato, un cucciolo può essere allattato fino a quando non raggiunge dimensioni simili a quelle di un adulto. La mortalità dei piccoli è elevata, in particolare durante il primo inverno - secondo una stima, solo il 25% dei piccoli sopravvive al primo anno. I cuccioli nati da madri esperte hanno tassi di sopravvivenza più elevati.
Le femmine si prendono carico delle intere cure parentali e occasionalmente sono state viste prendersi cura di cuccioli orfani. Molto è stato scritto sul livello di devozione delle lontre marine per i loro cuccioli - una madre presta al proprio piccolo un'attenzione quasi costante, cullandolo sul petto lontano dall'acqua fredda e prendendosi attenta cura della sua pelliccia. Quando va in cerca di cibo, lascia il piccolo a galleggiare sull'acqua, a volte avvolgendolo tra le alghe per impedirgli di andare alla deriva; se il piccolo non dorme, piange rumorosamente fino al suo ritorno. Nal caso il piccolo muoia, la madre continua a portare con sé il corpicino anche per diversi giorni.
Le femmine raggiungono la maturità sessuale intorno ai tre o quattro anni e i maschi intorno ai cinque; tuttavia, i maschi spesso riescono a riprodursi con successo solo pochi anni dopo. Un maschio in cattività ha generato un piccolo a 19 anni di età. In natura le lontre marine vivono fino a un'età massima di 23 anni, ma la loro longevità media è di 10-15 anni per i maschi e di 15-20 anni per le femmine. Diversi individui in cattività hanno superato i 20 anni di età e una femmina all'acquario di Seattle è morta all'età di 28 anni. Le lontre marine che vivono in natura spesso vanno incontro all'usura dei denti, il che può spiegare la loro speranza di vita apparentemente più breve.
Esistono diversi casi documentati di maschi di lontra marina che hanno «stuprato» giovani foche comuni, spesso con tale ferocia da causarne la morte. Allo stesso modo, sono stati occasionalmente segnalati simili accoppiamenti forzati ai danni di specie diverse dalle foche comuni.

## Distribuzione e habitat

Areale odierno della lontra marina.

Le lontre marine vivono in acque costiere profonde da 15 a 23 metri e di solito non si spingono mai a più di un chilometro dalla costa. Si trovano più spesso nelle aree riparate dai venti oceanici più forti, come le coste rocciose, le fitte foreste di kelp e le barriere coralline. Sebbene siano più strettamente associate ai substrati rocciosi, le lontre marine possono vivere anche in aree in cui il fondo marino è costituito principalmente da fango, sabbia o limo. A nord l'estensione dell'areale è limitato dal ghiaccio, in quanto questi animali possono sopravvivere tra i ghiacci alla deriva ma non sulla banchisa vera e propria. Le lontre generalmente occupano un home range lungo pochi chilometri, dove rimangono per tutto l'anno.
Si pensa che in passato vi fossero tra le 150.000 e le 300.000 lontre marine, diffuse in un arco che si estendeva attraverso il Pacifico settentrionale dal nord del Giappone alla parte centrale della penisola di Bassa California in Messico. Il commercio delle pellicce, che ebbe inizio negli anni '40 del XVIII secolo, ne ridusse il numero a circa 1000-2000 individui ripartiti in 13 colonie. Le ricerche della storica Adele Ogden, effettuate analizzando i resoconti di caccia dei secoli passati, hanno rivelato che il limite più occidentale dei terreni di caccia a questo animale si trovava al largo dell'isola giapponese settentrionale di Hokkaidō e quello più orientale al largo di Punta Morro Hermosa, circa 34,6 km a sud di Punta Eugenia, il promontorio più occidentale della Bassa California.
In circa due terzi del suo areale originario la specie è attualmente a vari livelli di recupero, con elevate densità di popolazione in alcune aree e popolazioni minacciate in altre. Attualmente le lontre marine sono presenti con popolazioni stabili in alcune parti della costa orientale russa, in Alaska, nella Columbia Britannica, nello Stato di Washington e in California, con segnali di ricolonizzazione in Messico e Giappone. Le stime della popolazione effettuate tra il 2004 e il 2007 danno un totale complessivo di circa 107.000 esemplari.

### Giappone
In The California Sea Otter Trade, Adele Ogden ha scritto che le lontre marine venivano cacciate «da Yezo verso nord-est attraverso il gruppo delle Curili e la Kamčatka fino alla catena delle Aleutine». «Yezo» era l'antico nome dell'isola di Hokkaidō, nel nord del Giappone; oggi l'unica popolazione confermata di lontre marine in territorio giapponese vive sulla costa che circonda la città di Erimo.

### Russia
Attualmente, la zona più stabile e sicura dell'areale della lontra marina si trova in Russia. Prima del XIX secolo, da 20.000 a 25.000 lontre vivevano intorno alle isole Curili, senza contare quelle presenti in Kamčatka e nelle isole del Commodoro. Dopo gli anni della Grande Caccia, tuttavia, la popolazione di queste aree, oggi facenti parte della Russia, si ridusse ad appena 750 capi. Oggi, comunque, le lontre marine hanno nuovamente ripopolato l'intera regione, con una popolazione stimata nel 2004 intorno ai 27.000 capi. Di questi, circa 19.000 vivono alle Curili, 2000-3500 in Kamčatka e altri 5000-5500 nelle isole del Commodoro. Attualmente la crescita è leggermente rallentata, il che fa ipotizzare che la popolazione stia per raggiungere la capacità portante.

### Columbia Britannica
Lungo la costa nordamericana a sud dell'Alaska l'areale della lontra marina è discontinuo. Una popolazione relitta sopravvisse al largo dell'isola di Vancouver fino al XX secolo, ma scomparve nonostante il trattato di protezione internazionale del 1911: l'ultimo esemplare venne catturato vicino a Kyuquot nel 1929. Dal 1969 al 1972 89 lontre marine vennero trasportate via aereo o via nave dall'Alaska alla costa occidentale dell'isola di Vancouver. Questa popolazione è aumentata fino a superare le 5600 unità nel 2013, con un tasso di crescita annuo stimato del 7,2%, e l'areale lungo la costa occidentale dell'isola si estende oggi da Cape Scott, a nord, attraverso lo stretto della Regina Carlotta fino all'arcipelago di Broughton a est e alla baia di Clayoquot e a Tofino a sud. Nel 1989 fu scoperta una colonia separata lungo la costa centrale della Columbia Britannica. Non è noto se questa colonia, che contava circa 300 capi nel 2004, sia stata fondata da lontre reintrodotte o fosse una popolazione relitta che non era stata ancora rilevata. Nel 2013 questa popolazione superava i 1100 esemplari, si accresceva ad un tasso annuo stimato del 12,6% e il suo areale comprendeva l'isola di Aristazabal e il Milbanke Sound a sud dell'isola di Calvert. Nel 2008 il Canada ha dichiarato la lontra marina una specie a «preoccupazione speciale» (Special Concern).

### Stati Uniti

#### Alaska
L'Alaska costituisce la parte centrale dell'areale della lontra marina. Nel 1973 la popolazione dell'Alaska veniva stimata tra le 100.000 e le 125.000 unità, ma nel 2006 essa era scesa a circa 73.000 esemplari. Tale calo va attribuito soprattutto al crollo della popolazione delle isole Aleutine; la causa di questo declino non è nota, sebbene si sospetti che la predazione da parte delle orche possa avervi influito. Anche la popolazione dello stretto del Principe Guglielmo è stata duramente colpita dalla fuoriuscita di petrolio della Exxon Valdez, che uccise migliaia di lontre marine nel 1989.

#### Stato di Washington
Nel 1969 e nel 1970 59 lontre marine vennero trasferite dall'isola di Amchitka allo stato di Washington e rilasciate nei pressi di La Push e di Point Grenville. Si stima che la popolazione traslocata sia diminuita fino a 10-43 capi prima di aumentare, raggiungendo i 208 individui nel 1989. Nel 2017 la popolazione comprendeva oltre 2000 esemplari e il suo areale si estendeva da Point Grenville a sud a Capo Flattery a nord, fino a raggiungere a est Pillar Point lungo lo stretto di Juan de Fuca.
Nello stato di Washington le lontre marine si trovano quasi esclusivamente lungo le coste esterne ed è possibile vederle nuotare nelle acque prospicienti la penisola Olimpica. Le segnalazioni di lontre marine nelle San Juan Islands e nel Puget Sound si sono quasi sempre rivelati avvistamenti di lontre canadesi, che si vedono comunemente lungo la riva del mare. Tuttavia, i biologi hanno confermato la veridicità di avvistamenti isolati di lontre marine in queste aree a partire dalla metà degli anni '90.

#### Oregon
L'ultima lontra marina originaria dell'Oregon venne uccisa probabilmente nel 1906. Nel 1970 e nel 1971 vennero trasferite in tutto 95 lontre dall'isola di Amchitka, in Alaska, alle coste meridionali dell'Oregon. Tuttavia, il programma di trasferimento fallì e presto le lontre scomparvero di nuovo dallo stato. Nel 2004 un esemplare maschio si stabilì nel Simpson Reef, al largo di Cape Arago, rimanendovi sei mesi. Si pensa che l'individuo in questione provenisse da una colonia nello stato di Washington, ma scomparve dopo una tempesta che si abbatté sulla costa. Il 18 febbraio 2009 un altro maschio venne avvistato a Depoe Bay, al largo della costa dello stato, ma non è stato possibile stabilire se provenisse dalla California o dallo stato di Washington.

#### California

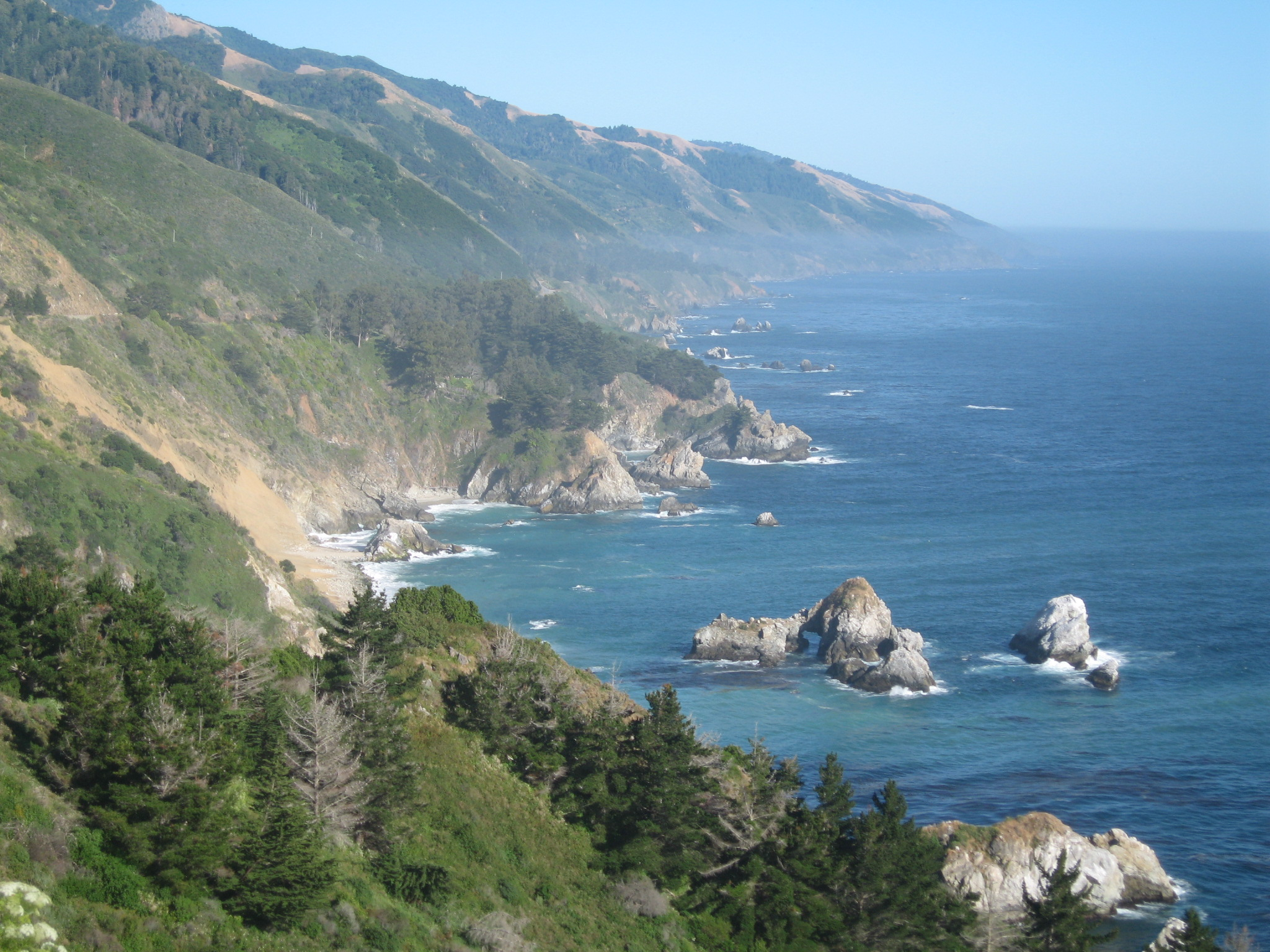
Le remote aree costiere della California ospitavano piccole colonie di lontre marine, ma a seguito della caccia cui sono state fatte oggetto esse erano quasi scomparse. Le 50 lontre sopravvissute, riscoperte nel 1938, sono nuovamente aumentate fino a quasi 3000 capi.

Si stima che la popolazione storica delle lontre marine della California fosse costituita da 16.000 esemplari, ma a causa del commercio delle pellicce si temette che si fosse estinta del tutto. L'attuale popolazione di lontre della California discende da un'unica colonia di circa 50 esemplari scoperta vicino al Bixby Creek Bridge nel marzo 1938 da Howard G. Sharpe, proprietario del vicino Rainbow Lodge sul Bixby Bridge nel Big Sur. Da allora il loro areale è andato gradualmente ampliandosi e oggi si estende da Pigeon Point nella contea di San Mateo alla contea di Santa Barbara.
Una volta le lontre marine erano numerose nella baia di San Francisco. I documenti storici hanno rivelato che la Compagnia russo-americana introdusse di nascosto abili cacciatori aleuti nella baia di San Francisco più volte, nonostante gli spagnoli li catturassero o gli sparassero mentre davano la caccia alle lontre marine negli estauri di San Jose, San Mateo, San Bruno e intorno alla Angel Island. Il fondatore di Fort Ross, Ivan Kuskov, trovando solamente poche lontre durante il suo secondo viaggio a Bodega Bay nel 1812, inviò un gruppo di aleuti nella baia di San Francisco, dove incontrarono un altro gruppo di russi e uno di americani, e catturarono 1160 lontre marine in appena tre mesi. Nel 1817 le lontre marine erano praticamente scomparse dalla zona e i russi chiesero il permesso ai governi spagnolo e messicano di potersi spingere a cacciare sempre più a sud di San Francisco. Popolazioni residue di lontra potrebbero essere sopravvissute nella baia fino al 1840, quando il governatore messicano Juan Bautista Alvarado concesse a John B. R. Cooper, un capitano di mare di Boston, il Rancho Punta de Quentin insieme a una licenza per cacciare le lontre marine, a quanto sembra ancora diffuse alla foce del Corte Madera Creek.
Alla fine degli anni '80 l'USFWS trasferì circa 140 lontre marine meridionali sull'isola di San Nicolas, nel sud della California, nella speranza di creare un serbatoio di riserva nel caso la popolazione presente lungo la costa fosse colpita da una fuoriuscita di petrolio. Con grande sorpresa dei biologi, la maggior parte delle lontre di San Nicolas tornò a nuoto verso la terraferma. Un altro gruppo di venti lontre nuotò per 119 km a nord verso l'isola di San Miguel, dove vennero catturate e rimosse. Nel 2005 a San Nicolas erano rimaste solo 30 lontre, ma stavano lentamente aumentando, grazie alla grande abbondanza di prede nelle acque intorno all'isola. Il piano che aveva autorizzato il programma di reintroduzione aveva previsto che la capacità portante sarebbe stata raggiunta entro 5-10 anni. Il censimento effettuato nella primavera del 2016 ha stabilito che a San Nicolas vivevano 104 lontre marine, il cui numero era aumentato di oltre il 12% all'anno per un periodo di 5 anni. Nel 2011 le lontre marine sono state osservate due volte nel sud della California: una volta vicino a Laguna Beach e una volta a Zuniga Point Jetty, vicino a San Diego. Si trattava dei primi avvistamenti documentati di lontre spintesi così a sud in 30 anni.
Quando l'USFWS effettuò il programma di reintroduzione, cercò anche, nel 1986, di «gestire» al meglio la popolazione californiana. Per ridurre al minimo la competizione tra lontre marine e pescatori, dichiarò «zona libera dalle lontre» il tratto compreso tra Point Conception e il confine messicano. In questa zona, solo l'isola di San Nicolas venne destinata alle lontre marine e gli esemplari che venivano trovati altrove avrebbero dovuto essere catturati e trasferiti. Questi piani vennero abbandonati dopo la morte di molte delle lontre trasferite, ma soprattutto perché si rivelò poco pratico catturare le centinaia di lontre che, in barba ai regolamenti, nuotavano liberamente nella zona. Tuttavia, dopo aver dichiarato nel 2005, spinto dall'opinione pubblica, di impegnarsi a risolvere la questione, il Fish and Wildlife Service non è riuscito a rilasciare una decisione formale sulla questione. Pertanto, in risposta alle cause intentate dall'Environmental Defense Center di Santa Barbara e dall'Otter Project, il 19 dicembre 2012 l'USFWS ha dichiarato che l'esperimento della no otter zone è stato un fallimento e che proteggerà le lontre che ricolonizzano la costa a sud di Point Conception come una specie minacciata. Sebbene i pescatori abbiano incolpato le lontre del declino degli abaloni, la pesca commerciale a questi molluschi nel sud della California si concluse a causa del prelievo eccessivo nel 1997, diversi anni prima che le lontre si spostassero in maniera significativa a sud di Point Conception. Inoltre, l'abalone bianco (Haliotis sorenseni), una specie il cui areale non si era mai sovrapposto a quello della lontra marina, era già diminuito del 99% prima del 1996, tanto da divenire il primo invertebrato marino a essere dichiarato specie in pericolo a livello federale.
Nonostante l'areale della lontra marina si sia continuamente ampliato dalla popolazione residua di circa 50 esemplari nel Big Sur all'epoca del divieto di caccia del 1911, tra il 2007 e il 2010 la popolazione di lontre e il loro areale si sono contratti e dal 2010 in poi hanno fatto pochi progressi. Dalla primavera del 2010, il confine settentrionale dell'areale si è spostato dalla zona del Tunitas Creek a un punto a 2 km a sud-est di Pigeon Point e il confine meridionale si è spostato da Coal Oil Point al parco statale di Gaviota. Recentemente, una tossina chiamata microcistina, prodotta da un tipo di cianobatteri (Microcystis), sembra essersi concentrata nei frutti di mare mangiati dalle lontre, avvelenandoli. I cianobatteri si trovano nelle acque dolci stagnanti arricchite dall'azoto e dal fosforo provenienti dalle fosse settiche e dal deflusso dei fertilizzanti agricoli e possono finire nell'oceano quando i torrenti straripano durante la stagione delle piogge. Un numero record di carcasse di lontre marine è stato rinvenuto sulle coste della California nel 2010, a causa anche degli attacchi degli squali, che influiscono sempre più sulla mortalità di questa specie. Gli squali bianchi non divorano le lontre marine, relativamente povere di grassi, ma il numero delle carcasse che presentavano il segno dei morsi di squalo è aumentato dall'8% negli anni '80 al 15% negli anni '90 e al 30% nel 2010 e 2011.
Affinché le lontre marine meridionali possano essere rimosse dall'elenco delle specie minacciate, l'U.S. Fish and Wildlife Service (USFWS) ha stabilito che la popolazione debba superare le 3090 unità per tre anni consecutivi. Grazie ai programmi di recupero, la popolazione è aumentata costantemente dalla metà del XX secolo fino ai primi anni 2000, per poi rimanere relativamente costante tra il 2005 e il 2014 poco sotto i 3000 esemplari. È stata registrata una certa contrazione dei confini settentrionale (attualmente Pigeon Point) e meridionale dell'areale durante la fine di questo periodo, correlata soprattutto all'aumento degli attacchi da parte degli squali, facendo temere ai conservazionisti che la popolazione abbia ormai raggiunto un plateau. Tuttavia, la popolazione è aumentata notevolmente dal 2015 al 2016, quando la media triennale del numero degli esemplari censiti dallo United States Geological Survey (USGS) ha raggiunto le 3272 unità, raggiungendo per la prima volta la soglia per il declassamento stabilita dall'Endangered Species Act (ESA). Se la popolazione continuasse a crescere e venisse tolta dall'elenco delle specie minacciate ai termini dell'ESA, tuttavia, la lontra marina meridionale continuerebbe comunque a godere di piena protezione da parte delle normative statali e del Marine Mammal Protection Act, che fissano delle soglie più elevate per la protezione, intorno agli 8400 individui. Tuttavia, un possibile declassamento da parte dell'ESA sembra improbabile, a causa di un precipitoso calo della popolazione registrato durante il censimento effettuato dall'USGS nella primavera del 2017, da un massimo di 3615 individui nel 2016 a 2688: una perdita del 25% della popolazione della lontra marina della California.

### Messico
La storica Adele Ogden afferma che le lontre marine erano particolarmente numerose nella «California Inferiore», l'attuale penisola di Bassa California, dove «sette baie... erano i centri principali». Il limite più meridionale della loro distribuzione era Punta Morro Hermoso, circa 34,6 km a sud di Punta Eugenia, a sua volta un promontorio all'estremità sud-occidentale della baia di Sebastián Vizcaíno, sulla costa occidentale della penisola. Alcuni esemplari vennero catturati anche sulle isole di San Benito, Cedros e Natividad, nelle acque della baia. Agli inizi del XX secolo, comunque, le lontre della Bassa California scomparvero a causa della caccia. Durante un sopralluogo del 1997, i pescatori locali affermarono di aver visto alcune lontre marine, compresi dei piccoli, ma gli scienziati non poterono confermare tali affermazioni. Tuttavia, la presenza di alcune lontre marine, sia maschi che femmine, nelle acque al largo della Bassa California è stata confermata in uno studio del 2014, secondo il quale queste lontre si sarebbero spinte fin lì già a partire dal 2005. Questi esemplari potrebbero provenire dall'isola di San Nicolas, che dista 300 chilometri: sono stati infatti registrati i casi di alcuni individui allontanatisi dal luogo di origine che hanno percorso distanze di oltre 800 chilometri. Le analisi genetiche della maggior parte di questi animali confermava la loro origine californiana, ma una lontra presentava un aplotipo finora sconosciuto e potrebbe pertanto rappresentare un esemplare sopravvissuto della popolazione messicana originaria.

## Ecologia

### Alimentazione
Le lontre marine si nutrono di oltre 100 specie diverse di prede. Nella maggior parte dell'areale la dieta consiste quasi esclusivamente di invertebrati bentonici marini, come ricci di mare, vermi urechidi, una vasta gamma di bivalvi come vongole e cozze, abaloni, altri molluschi, crostacei e chiocciole. Le sue prede variano in dimensioni da minuscole patelle e granchi a polpi giganti. Laddove prede come ricci di mare, vongole e abaloni sono presenti in varie dimensioni, le lontre tendono a selezionare gli esemplari più grandi rispetto a quelli di minori dimensioni. In California si è visto che ignorano le vongole Tivela stultorum di diametro inferiore a 7 cm.
In alcune zone settentrionali dell'areale la lontra marina si nutre anche di pesce. Durante gli studi condotti negli anni '60 sull'isola di Amchitka, dove la popolazione aveva raggiunto la capacità portante, il 50% del cibo rinvenuto all'interno degli stomaci delle lontre era costituito proprio da pesce. Le specie in questione erano solitamente forme che abitano sul fondo e sedentarie o lente, come Hemilepidotus hemilepidotus e tetraodontidi. Tuttavia, a sud dell'Alaska, sulla costa nordamericana, i pesci costituiscono una parte trascurabile o estremamente ridotta della dieta della lontra. Contrariamente alle rappresentazioni popolari, le lontre marine mangiano raramente le stelle marine, e qualsiasi frammento di kelp che viene ingerito, a quanto pare, passa attraverso il tubo digerente della lontra senza essere digerito.
Gli esemplari all'interno di una particolare area spesso differiscono nei metodi di raccolta del cibo e nei tipi di prede e tendono a seguire gli stessi schemi di comportamento delle loro madri. La dieta di una popolazione di lontre cambia anche nel tempo, in quanto questi animali possono ridurre notevolmente il numero delle prede che preferiscono, come i grossi ricci di mare, e la disponibilità delle prede viene influenzata anche da altri fattori come la pesca da parte dell'uomo. Le lontre marine possono rimuovere accuratamente gli abaloni da una determinata area, fatta eccezione per quelli nascosti nelle fessure più profonde degli scogli, ma non eliminano mai completamente una specie di preda da un'area. Uno studio californiano del 2007 ha dimostrato che, nelle aree in cui il cibo era relativamente scarso, veniva consumata una più ampia varietà di prede. Sorprendentemente, però, la dieta degli esemplari in questione era più specializzata in queste aree che in quelle in cui il cibo era abbondante.

### La lontra marina: una specie chiave

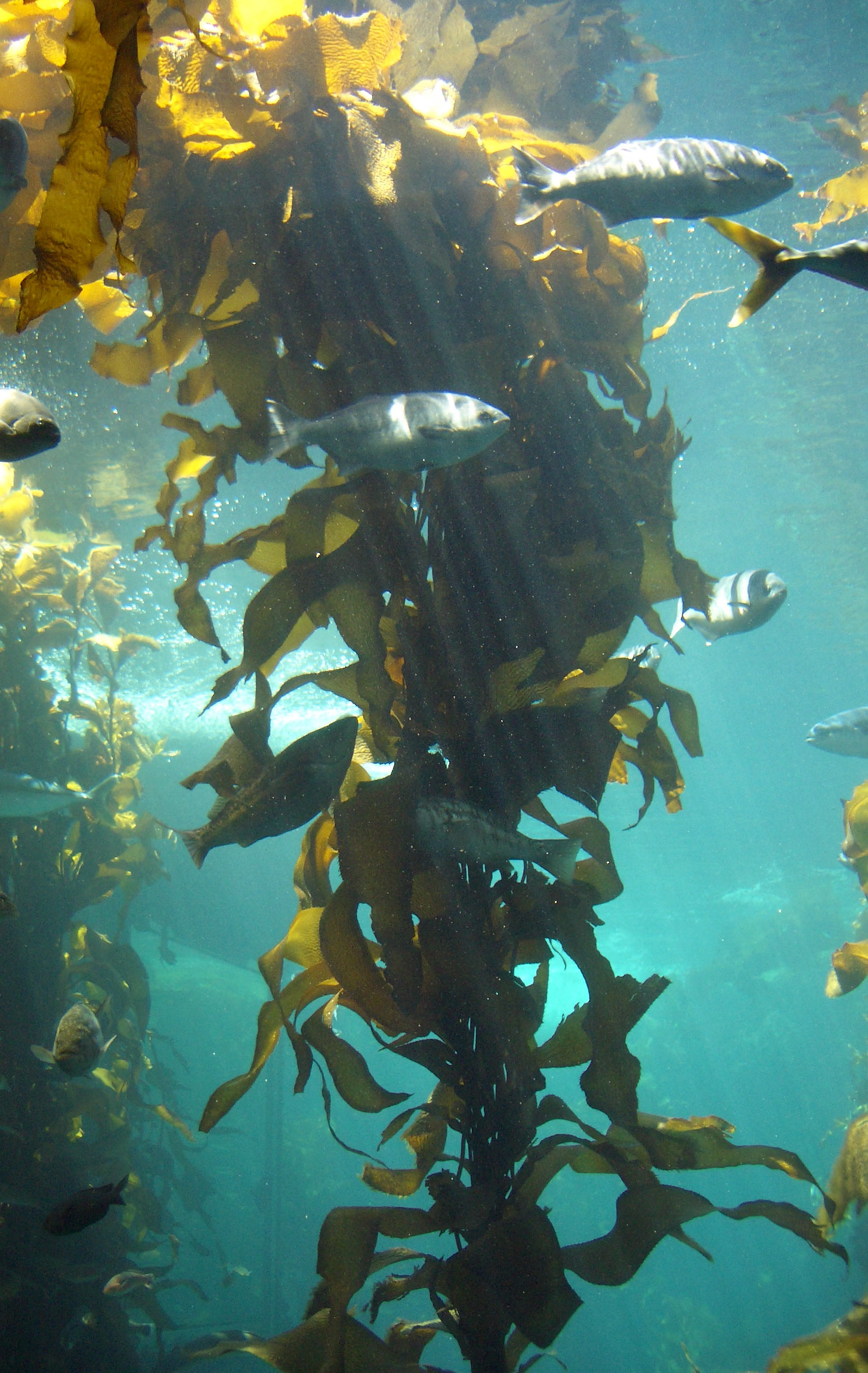
Le lontre marine tengono sotto controllo le popolazioni di erbivori, consentendo alle foreste di kelp di prosperare.

Le lontre marine costituiscono un classico esempio di «specie chiave»: la loro presenza influisce sull'ecosistema più profondamente di quanto le loro dimensioni e il loro numero suggerirebbero. Tengono sotto controllo la popolazione di alcuni erbivori bentonici (cioè del fondo marino), in particolare dei ricci di mare. I ricci di mare pascolano sulla parte inferiore degli steli del kelp, provocandone il distacco dal substrato e causandone così la morte. La perdita dell'habitat e delle sostanze nutritive fornite dalle foreste di kelp provoca profondi effetti a cascata sull'ecosistema marino. Le aree del Pacifico settentrionale prive di lontre marine si trasformano spesso in sterili tappeti di ricci, senza foreste di kelp. Le foreste di kelp sono ecosistemi estremamente produttivi, in quanto sequestrano (assorbendo e catturando) l'anidride carbonica dall'atmosfera attraverso la fotosintesi. Le lontre marine possono quindi aiutare a mitigare gli effetti dei cambiamenti climatici grazie alla loro influenza trofica a cascata.
La reintroduzione delle lontre marine nella Columbia Britannica ha portato a un notevole miglioramento della salute degli ecosistemi costieri e cambiamenti simili sono stati osservati in luoghi dove la popolazione di lontre si è ripresa, nelle isole Aleutine e del Commodoro e nella costa del Big Sur in California. Tuttavia, alcuni ecosistemi forestali di kelp in California hanno prosperato anche senza lontre marine, dal momento che le popolazioni di ricci di mare sembrano essere state tenute sotto controllo da altri fattori. È stato osservato che il ruolo delle lontre marine nel mantenimento delle foreste di kelp è più importante nelle aree di costa aperta che nelle baie e negli estuari più riparati.
Le lontre marine fanno sentire la loro influenza anche negli ecosistemi rocciosi dominati da tappeti di cozze, rimuovendo questi molluschi dalle rocce. Ciò consente ad altre specie sessili di trovare spazio per aderire agli scogli, aumentando così la diversità di specie.

### Predatori
I principali predatori mammiferi di questa specie sono le orche e i leoni marini, mentre le aquile di mare testabianca possono afferrare i piccoli dalla superficie dell'acqua. Predatori giovani e inesperti possono uccidere una lontra senza mangiarla. A terra, le giovani lontre possono essere attaccate da orsi e coyote. In California, il principale predatore delle lontre marine è lo squalo bianco, ma non vi sono prove che gli squali le mangino.
Il ruscellamento delle acque provenienti dalle zone urbane può trasportare nell'oceano feci di gatto che possono contenere Toxoplasma gondii, un parassita obbligato dei felini, che ha provocato vittime anche tra le lontre marine. Anche le infezioni parassitarie da Sarcocystis neurona sono associate all'attività umana. Secondo l'U.S. Geological Survey e il CDC, le lontre marine settentrionali che vivono al largo dello stato di Washington sono state infettate dal virus dell'influenza H1N1 e «potrebbero essere una nuova specie ospite dei virus influenzali appena identificata».

## Rapporti con l'uomo

### Il commercio delle pellicce

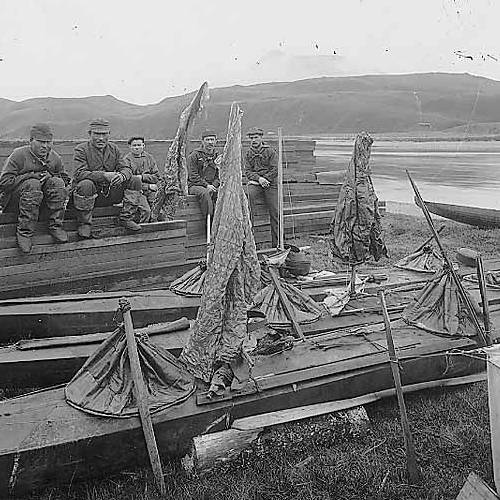
Aleuti a Unalaska nel 1896; per dare la caccia alle lontre marine usavano kayak e indumenti impermeabili.

Le lontre marine hanno la pelliccia più folta di qualsiasi mammifero, il che le ha rese un frequente bersaglio per molti cacciatori. Le testimonianze archeologiche indicano che le popolazioni indigene cacciavano questi animali per il cibo e la pelliccia da migliaia di anni, ma la caccia su larga scala, che avrebbe portato all'uccisione complessiva di circa un milione di esemplari, ebbe inizio nel XVIII secolo, quando cacciatori e commercianti cominciarono ad arrivare da tutto il mondo per soddisfare la richiesta straniera di pelli di lontra, che erano tra le pellicce più pregiate al mondo.
Agli inizi del XVIII secolo i russi iniziarono a cacciare le lontre marine delle isole Curili e a venderle ai cinesi a Kjachta. All'epoca la Russia era anche impegnata a esplorare l'estremità settentrionale del Pacifico e a tale scopo Vitus Bering venne inviato a mappare le coste artiche e a trovare una rotta che conducesse dalla Siberia al Nordamerica. Nel 1741, durante il suo secondo viaggio nel Pacifico settentrionale, Bering fece naufragio al largo di quella che successivamente ricevette il nome di isola di Bering, nelle isole del Commodoro, dove morì insieme a molti altri membri del suo equipaggio. I compagni sopravvissuti, tra cui il naturalista Georg Steller, scoprirono delle lontre marine sulle spiagge dell'isola e trascorsero l'inverno a dare loro la caccia e a giocare d'azzardo con le loro pelli. Dopo aver ucciso quasi 1000 lontre, tornarono in Siberia e riuscirono a vendere le pelli che portarono con sé ricavandone cifre elevate. Ebbe inizio così quella che a volte viene chiamata la «Grande Caccia», che sarebbe continuata per altri cento anni. I russi scoprirono che le pelli di lontra marina erano molto più preziose di quelle di zibellino che li avevano spinti alla conquista della Siberia. Se le pelli di lontra marina riportate dai sopravvissuti della spedizione di Bering fossero state vendute ai prezzi del mercato di Kjachta, avrebbero ripagato un decimo del costo totale della spedizione. Nel 1775, a Ochotsk, le pelli di lontra marina valevano 50-80 rubli, contro i 2,5 rubli di quelle di zibellino.

Le vendite delle pelli (in migliaia) sul mercato di Londra - il declino iniziato negli anni '80 del XIX secolo riflette la diminuzione delle popolazioni di lontra marina.

Le spedizioni dei cacciatori di pellicce russi esaurirono presto le popolazioni di lontre marine delle isole del Commodoro e, a partire dal 1745, essi iniziarono a spostarsi verso le isole Aleutine. In un primo momento i russi acquistavano le pelli di lontra dagli abitanti di queste isole, gli aleuti, ma in seguito resero questi ultimi degli schiavi, prendendo donne e bambini in ostaggio e torturando e uccidendo gli uomini per costringerli a cacciare. Furono molti gli aleuti che vennero uccisi dai russi o che morirono per le malattie introdotte dai cacciatori. La popolazione degli aleuti passò, secondo le stime dei russi stessi, da 20.000 a 2000. Negli anni '60 del XVIII secolo i russi raggiunsero l'Alaska. Nel 1799 lo zar Paolo I riunì le varie compagnie rivali di cacciatori di pellicce nella Compagnia russo-americana, concedendole uno statuto e la protezione imperiale, nonché il monopolio sui diritti commerciali e sull'acquisizione territoriale. Sotto Alessandro I, l'amministrazione della compagnia mercantile passò alla Marina Imperiale, a causa soprattutto delle allarmanti notizie riportate dagli ufficiali di marina riguardo agli abusi sugli indigeni: nel 1818 alle popolazioni indigene dell'Alaska vennero concessi diritti civili equivalenti a quelli di un cittadino dell'Impero russo.
Contemporaneamente, più a sud, altre nazioni si erano unite alla caccia. Lungo le coste di quelli che oggi sono il Messico e la California, gli esploratori spagnoli acquistavano pelli di lontra marina dai nativi e le rivendevano in Asia. Nel 1778 l'esploratore britannico James Cook raggiunse l'isola di Vancouver e acquistò pelli di lontra dagli indigeni. Quando in seguito la nave di Cook si fermò in un porto cinese, le pelli furono vendute rapidamente a prezzi elevati, tanto che presto divennero note come «oro morbido». Con il diffondersi della voce, persone provenienti da tutta Europa e dal Nordamerica iniziarono ad arrivare nel Nord-ovest Pacifico per dedicarsi al mercato delle pellicce.
I cacciatori russi si spinsero sempre più verso sud, richiamati dai capitani di mare americani, che assoldarono supervisori russi e cacciatori aleuti in quelli che ora sono lo stato di Washington, l'Oregon e la California. Tra il 1803 e il 1846 furono 72 le navi americane coinvolte nella caccia alla lontra in California, che raccolsero circa 40.000 pelli e code, rispetto alle sole 13 navi della Compagnia russo-americana, che riportarono 5696 pelli di lontra tra il 1806 e il 1846. Nel 1812 i russi fondarono un insediamento agricolo in quello che oggi è Fort Ross nel nord della California come loro quartier generale meridionale. Alla fine, le popolazioni di lontra marina divennero così rare da rendere la caccia commerciale non più praticabile. Essa era già stata interrotta nelle isole Aleutine, nel 1808, come misura di conservazione imposta dalla Compagnia russo-americana. Ulteriori restrizioni vennero ordinate dalla compagnia nel 1834. Quando la Russia vendette l'Alaska agli Stati Uniti nel 1867, la popolazione di lontre dell'Alaska era nuovamente risalita a più di 100.000 capi, ma gli americani ripresero la caccia e la specie venne rapidamente spinta ancora una volta sull'orlo dell'estinzione. Man mano che la specie stava divenendo sempre più rara i prezzi delle pelli aumentavano. Durante gli anni '80 del XIX secolo una pelle veniva venduta sul mercato londinese per una cifra variabile tra i 105 e i 165 dollari, ma nel 1903 una pelle poteva valerne fino a 1125. Nel 1911 Russia, Giappone, Gran Bretagna (in rappresentanza del Canada) e Stati Uniti firmarono il Trattato per la conservazione e la protezione delle otarie da pelliccia, imponendo una moratoria sulla caccia alle lontre marine. Le lontre rimaste erano così poche, forse appena 1000-2000, che molti credettero che la specie si sarebbe presto estinta.

### Recupero e conservazione

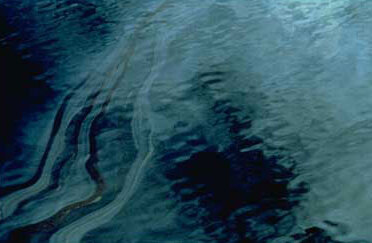
A seguito della fuoriuscita di petrolio dalla Exxon Valdez nel marzo 1989, un'enorme quantità di greggio coprì vaste aree dello stretto del Principe Guglielmo.

Durante il XX secolo il numero di lontre marine è nuovamente risalito fino ai due terzi circa di quello originario, un recupero considerato uno dei più grandi successi nella conservazione dei mammiferi marini. Tuttavia, la IUCN elenca sempre la lontra marina tra le specie in pericolo e indica come fattori che ne minacciano la sopravvivenza l'inquinamento da petrolio, la predazione da parte delle orche, il bracconaggio e i conflitti con i pescatori - le lontre marine possono annegare se rimangono impigliate nelle reti da pesca. La caccia non è più considerata legale, anche se è consentito un piccolo prelievo di esemplari da parte dei popoli indigeni degli Stati Uniti. Il bracconaggio ha costituito una seria minaccia nell'Estremo Oriente russo subito dopo il crollo dell'Unione Sovietica nel 1991, ma è diminuito in modo significativo a seguito di un'applicazione più rigorosa della legge e del miglioramento delle condizioni economiche.
La minaccia più significativa per le lontre marine sono le fuoriuscite di petrolio, alle quali sono particolarmente vulnerabili, dal momento che fanno affidamento sulla loro pelliccia per tenersi al caldo. Quando la pelliccia viene intrisa di petrolio, perde la sua capacità di trattenere l'aria e le lontre possono morire rapidamente per ipotermia. Anche fegato, reni e polmoni si danneggiano dopo che le lontre hanno inalato il petrolio o lo hanno ingerito durante la pulizia del corpo. La fuoriuscita di petrolio della Exxon Valdez del 24 marzo 1989 uccise migliaia di lontre marine nello stretto del Principe Guglielmo e, ancora nel 2006, il petrolio che si trovava sempre nella regione continuava a colpire la popolazione. Descrivendo la simpatia del pubblico per le lontre marine sviluppatasi a seguito dell'interesse mediatico dell'evento, un portavoce dello U.S. Fish and Wildlife Service ha scritto:
Dato il ristretto areale geografico delle popolazioni di lontra marina in California, nello stato di Washington e nella Columbia Britannica, una singola grande fuoriuscita di greggio potrebbe essere catastrofica per la popolazione colpita. Cercare di impedire le fuoriuscite di petrolio e preparare adeguatamente i soccorritori nel caso queste accadano sono degli obiettivi importanti per i programmi di conservazione. Aumentare il numero di esemplari e l'areale delle lontre ridurrebbe anche il rischio che una fuoriuscita di petrolio spazzi via un'intera popolazione. Tuttavia, a causa della sua reputazione di distruttrice di frutti di mare, i sostenitori della pesca commerciale, ricreativa e di sussistenza si sono spesso opposti all'espansione dell'areale delle lontre, e ci sono stati persino casi di esemplari uccisi illegalmente dai pescatori.
Nelle isole Aleutine negli ultimi decenni si è verificata una massiccia e inaspettata scomparsa di lontre marine. Negli anni '80 l'area ospitava una popolazione stimata tra le 55.000 e le 100.000 unità, ma già prima del 2000 essa era crollata a circa 6000 esemplari. L'ipotesi più ampiamente accettata, ma ancora controversa, vede negli attacchi da parte delle orche la causa della scomparsa delle lontre. La diminuzione degli esemplari è direttamente proporzionale con l'aumento delle predazioni, ma non sono state raccolte prove dirette di orche che predano le lontre marine in maniera eccessiva.
Un'altra zona dove la popolazione è a rischio è la California, dove la ripresa delle lontre ha iniziato a fluttuare o a diminuire alla fine degli anni '90. Sono stati segnalati tassi di mortalità insolitamente elevati tra le lontre adulte e subadulte, in particolare tra le femmine. Nel 2017 lo US Geological Survey ha rilevato un calo del 3% nella popolazione di lontre marine della costa della California. Questo dato tiene ancora le lontre marine sulla buona strada per la rimozione dall'elenco delle specie in via di estinzione, anche se per poco. Le necropsie degli esemplari morti indicano nelle malattie, in particolare nelle infezioni parassitarie da Toxoplasma gondii e da acantocefali, le principali cause di mortalità della specie in California. Il Toxoplasma gondii, spesso fatale per le lontre marine, è una specie ospite di felini selvatici e domestici e può essere trasmesso dagli escrementi dei gatti domestici scaricati nell'oceano attraverso i sistemi fognari. Sebbene la malattia abbia chiaramente contribuito alla morte di molte delle lontre marine della California, non è noto perché questa popolazione sia apparentemente più colpita dalla malattia rispetto alle popolazioni di altre aree.

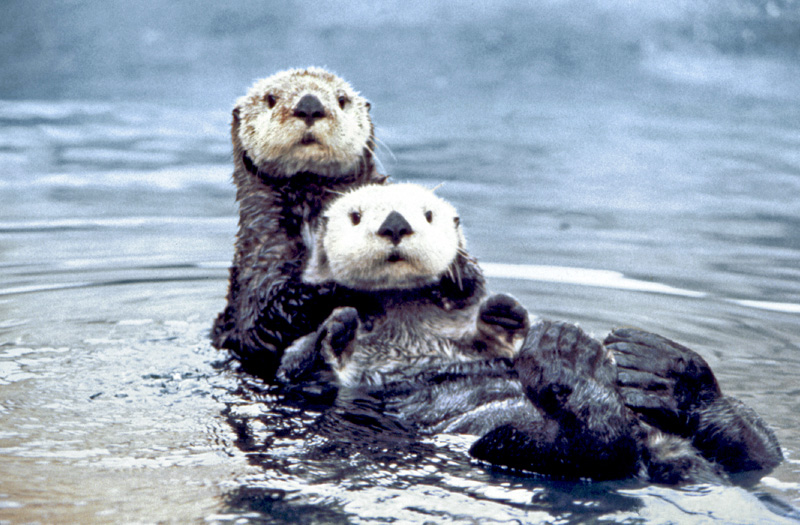
Lontre marine al largo della costa dello stato di Washington, nell'Olympic Coast National Marine Sanctuary.

L'habitat della lontra marina viene preservato da diverse aree protette negli Stati Uniti, in Russia e in Canada. Nelle aree marine protette le attività inquinanti come lo scarico di rifiuti e le trivellazioni petrolifere sono generalmente vietate. Si stima che circa 1200 lontre marine vivano all'interno del Monterey Bay National Marine Sanctuary e più di 500 vivano all'interno dell'Olympic Coast National Marine Sanctuary.

### Impatto sull'economia
Alcune delle prede preferite della lontra marina, in particolare abaloni, vongole e granchi, sono anche fonti di cibo per l'uomo. In alcune aree la lontra è stata incolpata della forte diminuzione dei frutti di mare e ha avuto luogo un intenso dibattito pubblico su come gestire la competizione tra le lontre e l'uomo.
La questione è più complicata di quanto sembri, perché a volte le lontre sono state ritenute responsabili di cali degli stock di frutti di mare che sono stati più probabilmente causati da pesca eccessiva, malattie, inquinamento e attività sismica. Diminuzioni dei frutti di mare hanno avuto luogo anche in molte parti della costa nordamericana del Pacifico dove le lontre marine non sono presenti, e gli ambientalisti a volte hanno fatto notare che l'esistenza di grandi concentrazioni di frutti di mare sulla costa è solo un fenomeno recente derivante dalla quasi totale estinzione della lontra ad opera dei cacciatori di pellicce. Nonostante siano molti i fattori che influenzano le popolazioni di frutti di mare, la predazione delle lontre marine può indebolire una popolazione ittica al punto da renderla non più redditizia dal punto di vista commerciale. Gli scienziati concordano sul fatto che le lontre marine e i pescatori di abaloni non possono coesistere nella stessa area, e lo stesso vale probabilmente anche per certi altri tipi di frutti di mare.
Molte sfaccettature dell'interazione tra le lontre marine e le attività umane non sono immediatamente percepibili. Alle lontre marine è stato attribuito il merito di aver contribuito all'industria della raccolta del kelp grazie al loro noto ruolo nel controllo delle popolazioni di ricci di mare; il kelp viene utilizzato nella produzione di diversi prodotti alimentari e farmaceutici. Sebbene i subacquei catturino i ricci di mare rossi sia a scopo alimentare che per proteggere il kelp, le lontre marine cacciano anche altre specie di ricci e sono più efficaci nel tenere sotto controllo le loro popolazioni. La salute dell'ecosistema delle foreste di kelp è importante per la crescita e lo sviluppo delle popolazioni di pesci, comprese specie di grande importanza commerciale. In alcune aree le lontre sono divenute popolari attrazioni turistiche che portano i visitatori verso gli hotel e i ristoranti delle zone dove vengono effettuate apposite spedizioni per osservarle.

### Ruolo nella cultura umana
|  | A sinistra: Amuleto aleuta a forma di femmina di lontra con il piccolo. In alto: Scene di caccia alla lontra incise dagli aleuti su ossa di balena, entrambe conservate al museo di antropologia e etnografia Pietro il Grande di San Pietroburgo. Agli oggetti che raffiguravano lontre di mare venivano attribuite proprietà magiche. |

La lontra marina ha ricoperto un importante ruolo culturale, oltre che materiale, per molte culture indigene marittime di tutto il Pacifico settentrionale, in particolare per gli ainu delle isole Curili, i coriachi e gli itelmeni della Kamčatka, gli aleuti delle isole Aleutine, gli haida di Haida Gwaii e una miriade di tribù della costa pacifica del Nordamerica. Presso queste culture, molte delle quali caratterizzate da tradizioni fortemente animiste ricche di leggende e storie in cui molti aspetti del mondo naturale vengono associati agli spiriti, la lontra marina era considerata particolarmente affine all'uomo. Presso i nuu-chah-nulth, gli haida e altre Prime Nazioni delle coste della Columbia Britannica le calde e folte pellicce erano prerogativa dei soli capi e venivano distrutte durante i potlatch per celebrare cerimonie di raggiungimento della maggiore età, matrimoni e funerali. Gli aleuti intagliavano le ossa di lontra per usarle come ornamenti o giochi e ne usavano il baculum ridotto in polvere come farmaco per la febbre.
Tra gli ainu, la lontra viene considerata come un messaggero occasionale tra gli esseri umani e il creatore ed è una figura ricorrente nel folklore. Un importante poema epico ainu, il Kutune Shirka, racconta la storia di guerre e scontri per accaparrarsi una lontra marina dorata. Alcune versioni di una nota leggenda aleuta raccontano di innamorati o donne disperate che si tuffano in mare e diventano lontre. Questi collegamenti sono stati associati alle molte caratteristiche comportamentali della lontra marina simili a quelle umane, come l'apparente giocosità, il forte legame madre-piccolo e l'uso di strumenti, che cedono facilmente il passo all'antropomorfismo. L'inizio dello sfruttamento commerciale delle lontre ha avuto un forte impatto sulle popolazioni umane locali, oltre che sulla specie - gli ainu e gli aleuti sono stati trasferiti in altre zone o il loro numero è in diminuzione, mentre le tribù costiere del Nordamerica, dove la lontra è calata drasticamente di numero, non si affidano più così intimamente ai mammiferi marini per la loro sopravvivenza.
Dalla metà degli anni '70, la bellezza e il carisma della specie le hanno fatto guadagnare un ampio apprezzamento presso il pubblico e la lontra marina è divenuta un'icona della conservazione ambientale. La faccia rotonda ed espressiva e il corpo morbido e peloso della lontra sono raffigurati su un'ampia varietà di souvenir, cartoline, vestiti e pupazzi di peluche.

### Acquari e zoo
Le lontre marine sopravvivono bene in cattività e sono presenti in oltre 40 acquari pubblici e zoo. L'acquario di Seattle è divenuto la prima istituzione ad allevare lontre marine dal concepimento all'età adulta con la nascita di Tichuk nel 1979, seguita da quella di altri tre cuccioli nei primi anni '80. Nel 2007, un video pubblicato su YouTube di due lontre marine che si tengono per le zampe ottenne 1,5 milioni di visualizzazioni in due settimane, che erano ormai divenute oltre 20 milioni nel gennaio 2015. Girato cinque anni prima all'acquario di Vancouver, era il video sugli animali più popolare di YouTube all'epoca, anche se da allora il suo record è stato superato. La lontra di colore più chiaro del video è Nyac, un sopravvissuto dell'incidente petrolifero della Exxon Valdez del 1989. Nyac è morto nel settembre 2008, all'età di 20 anni. Milo, la lontra più scura, è morta di linfoma nel gennaio 2012.